# Paolo Fresu
Paolo Fresu est un trompettiste et bugliste de jazz italien né le 10 février 1961 à Berchidda (Sardaigne).

## Biographie
Il commence la trompette à l’âge de 11 ans, dans l’orchestre municipal de sa ville natale. C'est en découvrant Miles Davis qu'il décide de se consacrer à la musique. En 1984, il obtient un diplôme de trompette au conservatoire de Cagliari puis rejoint l’université de Bologne. Ses rencontres avec Enrico Rava lors d’un stage à Sienne en 1982, et Aldo Romano à Paris en 1986, sont essentielles pour son début de carrière.
Il vit aujourd’hui entre Bologne, Paris et la Sardaigne. Très présent sur la scène jazz en Europe, il joue plus de 200 concerts par an. Très actif dans l’enseignement, il a donné des cours dans diverses facultés et conduit régulièrement des masterclasses.

## Formations
Paolo Fresu dirige son propre quintet avec Tino Tracanna, Roberto Cipelli, Attilio Zanchi et Ettore Fioravanti, modulable en sextet avec la présence de Gianluigi Trovesi. Il participe à de nombreuses autres formations qu'il dirige ou codirige :
- Le duo avec Furio Di Castri,
- L’Open Trio avec Furio Di Castri et John Taylor,
- Le P.A.F. Trio avec Antonello Salis et Furio Di Castri,
- Le quartet Fresu-Di Castri-Balke-Favre,
- Le Devil Quartet avec Bebo Ferra, Paolino Dalla Porta, et Morten Lund ou Stefano Bagnoli,
- Le duo avec Dhafer Youssef,
- Le duo avec Uri Caine,
- Le duo avec Omar Sosa,
- Le projet Fresu & Quartetto Alborada, Kind of Porgy and Bess avec Nguyên Lê, Antonello Salis, Dhafer Youssef, Morten Lund et Furio Di Castri,
- Italian Trumpet Summit avec les trompettistes Franco Ambrosetti, Flavio Boltro, Marco Tamburini et Fabrizio Bosso.
- La formation The Lost Chords de Carla Bley avec le saxophoniste Andy Sheppard.

En outre il travaille à plusieurs projets liés à la musique traditionnelle sarde :
- Sonos 'e memoria avec Elena Ledda, Luigi Lai, les chœurs Su Cuncordu et Su Rosariu di Santu Lussurgiu, Antonello Salis, Federico Sanesi.
- Ethnografie avec Dhafer Youssef, Elena Ledda, David Linx, Diederik Wissels, Eivind Aarset, Joël Allouche, et l'orchestre de chambre Gli Arconauti.
- Il Rito e la Memoria avec les trois communes sardes de Castelsardo, Orosei et Santu Lussurgiu.

Il travaille également avec le groupe polyphonique corse A Filetta et le bandonéiste Daniele di Bonaventura, au projet Mistico Mediterraneo créé lors des Rencontres polyphoniques de Calvi en 2009.
Il compose de la musique pour du théâtre, de la poésie, de la danse, des films ou d’autres documents audio/vidéo pour la radio ou la télévision.

## Style
Sa musique se caractérise par un son feutré et délicat, mêlant mélancolie et nostalgie, et coloré d’influences entre Miles Davis et Chet Baker.

## Récompenses
- 1984 : Meilleur jeune talent du jazz italien (revue Musica Jazz).
- 1984 : Prix RadioUno jazz (RAI).
- 1985 : Prix Radio Corriere TV.
- 1985 : Prix de la ville d'Alassio.
- 1990 : Meilleur musicien italien, Meilleur groupe (Paolo Fresu Quintet) et Meilleur album pour Live in Montpellier (revue Musica Jazz).
- 1991 : Récompense du Président du Conseil Régional de Sardaigne pour l'activité artistique dans la région.
- 1995 : Prix Bobby Jaspar de l'Académie du Jazz.
- 1995 : Prix du Golfo degli Angeli/Lyons de Cagliari.
- 1995 : Choc des chocs du magazine Jazzman pour l'album Night on the City.
- 1996 : Djangodor du meilleur musicien de jazz.
- 1996 : Prix de la ville d'Ozieri (Italie).
- 1996 : Prix de l'Académie Mozart de Tarente (Italie).
- 2000 : Prix Arrigo Polillo (Musica Jazz) du meilleur album italien pour Shades of Chet.
- 2000 : Nomination pour le Djangodor comme meilleur musicien international (avec Keith Jarrett et Charlie Haden).
- 2000 : Choc des chocs du magazine Jazzman pour l'album Mélos.
- 2000 : Citoyen d'honneur de la ville de Nuoro (Italie).
- 2001 : Djangodor du meilleur musicien de jazz international pour l'album Mélos.
- 2002 : Djangodor du meilleur musicien de jazz italien.
- 2002 : Prix Roma c'è.
- 2003 : Prix Banari Arte.
- 2003 : Citoyen d'honneur de la ville de Junas (France).
- 2003 : Nomination au Ruban d'argent pour la musique du film Il più crudele dei giorni (Embuscade en Somalie) de Ferdinando Vicentini Orgnani.
- 2004 : Ruban d'argent pour la musique du film L'Isola de Costanza Quatriglio.
- 2005 : Prix de Porto Rotondo (Sardaigne).
- 2005 : Nomination aux Latin Grammy Awards 2005 pour l'album Andando El Tiempo de Gerardo Nunez
- 2005 : Prix Mamuthones ad Honorem de la ville de Mamoiada (Sardaigne).
- 2007 : Prix Blue Note, Milan
- 2007 : Prix de la carrière artistique, Othaca
- 2007 : Prix Navette d'argent, Castelsardo (Sardaigne).
- 2007 : Italian Jazz Awards - Luca Flores : nomination comme Best Jazz Act.
- 2008 : Italian Jazz Awards - Luca Flores : Nomination comme Best Jazz Album pour Stanley Music avec le Devil Quartet.

## Discographie partielle
La discographie officielle complète de Paolo Fresu peut être consultée sur son site officiel (plus de 600 morceaux).

### Paolo Fresu
- 1988 : Qvarto (Splasc(h)).
- 2003 : Scores! (CamJazz).
- 2004 : Ethnografie (Isre/Time in jazz).
- 2006 : All Incrocio Dei Venti
- 2008 : Il Jazz Attraverso l.a.
- 2009 : Berchidda: Italian Years, best of (Iris).
- 2010 : Sette Ottavi (EMI).
- 2021 : P60LO FR3SU (Tuk Music)

### Paolo Fresu Quintet
- 1985 : Ostinato (Splasc(h)).
- 1986 : Inner Voices (Splasc(h)) avec David Liebman.
- 1987 : Mämût (Splasc(h)).
- 1988 : Qvarto (Splasc(h)).
- 1990 : Live in Montpellier (Splasc(h)).
- 1991 : Ossi di Seppia (Splasc(h)) avec Gianluigi Trovesi.
- 1992 : Ballads (Splasc(h)).
- 1992 : Live in Lugano (Blue jazz).
- 1994 : Ensalada Mistica (Splasc(h)) avec Gianluigi Trovesi.
- 1995 : Night on the City (Owl-Emi).
- 1996 : 6 X 30 (Onyx) avec Gianluigi Trovesi, Orchestra Utopia et Bruno Tommaso.
- 1997 : Wanderlust (RCA/Victor-BMG) avec Erwin Vann.
- 2000 : Mélos (RCA/Victor-BMG).
- 2004 : Live in Studio – MI 06.12.2001 (JazzIt).
- 2005 : P.A.R.T.E. - Plays The Music of Attilio Zanchi (EMI-Blue Note).
- 2005 : Kosmopolites - Plays The Music of Roberto Cipelli (EMI-Blue Note).
- 2006 : Incantamento - Plays The Music of Tino Tracanna (EMI-Blue Note).
- 2007 : Thinking -  - Plays The Music of Ettore Fioravanti (EMI-Blue Note).
- 2007 : Rosso, Verde, Giallo E Blu - Plays The Music of Paolo Fresu (EMI-Blue Note).
- 2008 : The Platinum Collection (EMI Italy).
- 2010 : Songlines / Night & Blue (2CD) (Bonsaï Music).
- 2014 : ¡30! (Tǔk Music / Bonsaï Music).

### Paolo Fresu etUri Caine
- 2009 : Think, avec l'Alborada String Quartet (EMI)
- 2017 : Two Minuettos (Tŭk)

### Paolo Fresu et Furio Di Castri
- 1989 : Opale (Phrases) avec Francesco Tattara.
- 1991 : Evening Song (Owl/Universal).
- 1994 : Urlo (Yvp).
- 1995 : Contos (Egea) avec John Taylor.
- 1995 : Mythscapes (Soul Note) avec  Jon Balke et Pierre Favre.
- 1996 : Histoires (OWL/EMI).
- 2000 : Fellini (Audion).

### Angel Quartet
- 1998 : Angel (RCA/Victor-BMG).
- 1999 : Metamorfosi (RCA/Victor-BMG) avec Antonello Salis.

### Devil Quartet
- 2007 : Stanley Music! (Emi/Blue Note).
- 2013 : Desertico (Bonsaï Music)
- 2017 : Carpe Diem

### P.A.F.
- 1996 The Hands" (Amiata Media) avec Flavio Piras.
- 1999 : Live in Capodistria (Splasc(h)).
- 2004 : Morph (Label Bleu).

### Palatino
- 1996 : Palatino (Label Bleu).
- 1998 : Tempo (Label Bleu).
- 2001 : Palatino – Chap. 3 (Universal).

### Autres formations
- 1998 : Paolo Fresu, Jacques Pellen, Erik Marchand, Henri Texier - Condaghes (Silex/Naïve).
- 1998 : Paolo Fresu et Iridescente Ensemble - Things Left Behind (Abeille Musique)
- 1999 : Enrico Rava, Paolo Fresu - Shades of Chet (Via Veneto/Label Bleu).
- 2001 : Paolo Fresu et l'Orchestra Jazz della Sardegna avec David Linx - Porgy and Bess (Il Manifesto/P.d.M.).
- 2001 : Sonos 'e memoria (ACT).
- 2001 : David Linx, Diederik Wissels, Paolo Fresu - Heartland (Universal).
- 2001 : Paolo Fresu, Nguyên Lê, Esbjörn Svensson : Global Magic (Act Music).
- 2002 : Paolo Fresu Sextet - Kind of Porgy and Bess (RCA/Victor-BMG).
- 2002 : Italian Trumpet Summit - A Night in Berchidda (Time in jazz).
- 2002 : Enrico Rava Plays Miles Davis (Label bleu).
- 2005 : Kočani Orkestar meets Paolo Fresu e Antonello Salis - Live (Il Manifesto).
- 2006 : Da questa parte del mare de Gianmaria Testa
- 2007 : Paolo Fresu, Richard Galliano, Jan Lundgren - Mare Nostrum (ACT Music + VISION GmbH).
- 2007 : Carla Bley, The Lost Chords find Paolo Fresu (Watt/ECM)
- 2008 : Joanna Rimmer - Dedicated To... Just Me! (Sam productions).
- 2008 : Gianmaria Testa - F. à Léo (Bonsaï)
- 2010 : Ralph Towner - Chiaroscuro (ECM)
- 2010 : Paolo Fresu et Gaia Cuatro : Haruka (ABEAT Records)
- 2011 : Paolo Fresu, A Filetta, Daniele di Bonaventura - Mistico Mediterraneo (ECM)
- 2015 : Paolo Fresu & Omar Sosa, featuring Natacha Atlas & Jacques Morelenbaum  - Eros(Bonsaï Music)
- 2013 : Paolo Fresu !50 anni suonati (Live), Bonsaï Music (album de 5 CD enregistrés en Sardaigne entre le 12 juin et le 31 juillet 2011)
- 2015 : Paolo Fresu - Daniele Di Bonaventura, In Maggiore (ECM)
- 2018 : Paolo Fresu, A Filetta, Daniele di Bonaventura - Danse Mémoire, Danse (Tuk Music)
- 2019 : Paolo Fresu - Richard Galliano - Jan Lundgren - Mare Nostrum III  (ACT Music + Vision GmbH)
- 2019 : Paolo Fresu - Daniele Di Bonavetura, Altissima Luce - Laudario Di Corona
- 2025 : Paolo Fresu - Richard Galliano - Jan Lundgren - Mare Nostrum IV

### Apparitions
- 1983 : Roberto Ottaviano - Aspects (Tactus)
- 1983 : Paolo Damiani / Gianluigi Trovesi 5tet - Roccellanea (Ismez)
- 1983 : Paolo Damiani Opus Music Ensemble - Flash Back (Ismez)
- 1984 : Kenny Wheeler, Norma Winstone, Paolo Fresu, John Taylor, Paolo Damiani, Tony Oxley - Live in Roccella Jonica (Splasc(h) Records)
- 1985 : Musica Mu(n)ta Orchestra - Anninnia (Ismez)
- 1985 : Piero Marras - In Concerto (Tekno)
- 1986 : Giovanni Tommaso 5tet - Via G.T. (Red Records)
- 1986 : Mimmo Cafiero - Emersion (Ismj)
- 1986 : Cosmo Intini Jazz Set - See in the Cosmic (Splasc(h) Records)
- 1986 : Barga jazz Orchestra - 1986 (Barga jazz)
- 1986 : Max Meazza - Nighttime Call (Solid Air)
- 1987 : Attilio Zanchi - Early Spring (Splasc(h) Records)
- 1988 : Barga jazz Orchestra - 1987 (Splasc(h) Records)
- 1988 : Mimmo Cafiero - I Go (Splasc(h) Records)
- 1988 : Paolo Damiani 5tet - Pour Memory (Splasc(h) Records)
- 1988 : Billy Sechi - Billy's garage (Jazz Sardegna)
- 1988 : Aldo Romano - Ritual (OWL)
- 1988 : Giovanni Tommaso 5tet - To Chet (Red Records)
- 1989 : Roberto Cipelli - Moona Moore (Splasc(h) Records)
- 1989 : Big Bang Orchestra / Phil Woods - Embraceable you (Philology)
- 1989 : Tiziano Popoli - Lezioni di anatomia (Stile libero)
- 1989 : Paolo Fresu / Furio Di Castri / Francesco Tattara - Opale (Phrases)
- 1989 : Paolo Marrocco - Grosso modo (Stile libero)
- 1989 : Alice - Il sole nella pioggia (EMI)
- 1989 : Aldo Romano 4tet - Paesaggi sonori (New Sound)
- 1990 : Enzo Pietropaoli - Orange Park (Gala Record)
- 1990 : Aldo Romano - To Be Ornette To Be (OWL)
- 1990 : Maria Pia de Vito - Hit The Best (Phrases)
- 1990 : Coro Al Aqsa - Kufia, Canto per la Palestina (Il Manifesto)
- 1990 : Cosmo Intini / Gary Bartz - 'My Favorite Roots (Timeless)
- 1990 : Giuseppe Emmanuele - A Waltz for Debbie (Splasc(h) Records)
- 1990 : Tino Tracanna - 292 (Splasc(h) Records)
- 1990 : Tanit (Carlo Mariani, Gianluca Ruggeri, Fulvio Maras) - Tanit (Classico)
- 1990 : Paolo Fresu / Sergio Cossu - Mi ritorni in mente (Gala Record)
- 1990 : Guido di Leone - All for Hall (Splasc(h) Records)
- 1991 : Piero Umiliani - Umiliani Jazz Family (Liuto)
- 1991 : Aldo Romano - Dreams and Waters (OWL)
- 1991 : Paolo Fresu / Joan Minguell / Patrizia Vicinelli - Maiakowski, il 13e Apostolo (Lab. 2029)
- 1992 : Renato Sellani / Paolo Fresu / Massimo Moriconi - Intimate Jazz for Friends (Friends)
- 1992 : Paolo Carrus - Sardegna oltre il mare (Splasc(h) Records)
- 1992 : Alice - Mezzogiorno sulle Alpi (EMI)
- 1992 : Gerardo Iacoucci / Modern Big Band - Great News from Italy (Yvp)
- 1992 : C.P.M. di Siena '92-'93 (SJR)
- 1992 : Memorabilia - Memorabilia (RTI)
- 1992 : Phil Woods with Big Bang Orchestra - A Jazz Life (Philology-MJ)
- 1993 : Aldo Romano - Canzoni (Nippon Crown)
- 1993 : Aldo Romano - Non dimenticar (Polygram)
- 1993 : Mimmo Cafiero - Jazz in Sicilia Vol. 1 (Splasc(h) Records)
- 1993 : Giuseppe Emmanuele - Jazz in Sicilia Vol. 2 (Splasc(h) Records)
- 1993 : Cordas et Cannas - 'Terra de 'entos (Tekno)
- 1994 : Tino Tracanna - Arcadia (MDT)
- 1994 : Linea C (Massimo Colombo, Attilio Zanchi, Walter Calloni) - Linea di confine (DDD)
- 1994 : Giuseppe Emmanuele - North, South or vice-versa (A.V. Arts)
- 1994 : Paolo Damiani ESO Group - ESO (Splasc(h) Records)
- 1994 : Tiziana Ghiglioni - Tenco Project (Philology)
- 1994 : Riccardo Luppi - Twelve Changes (MDT)
- 1994 : Massimo Colombo - Relazioni e Rapporti (MDT)
- 1994 : Tiziana Ghiglioni - Quando... Tributo a L. Tenco (WEA)
- 1994 : Rocco de Rosa - Officina (Officina)
- 1994 : Vinicio Capossela - Camera a sud (CGD)
- 1995 : Peter Gritz - Thank You To Be (Charlotte R.)
- 1995 : Aldo Romano - Prosodie (Verve/Polygram)
- 1995 : Nico Catacchio - Awaited Sound (Promo Jazz)
- 1995 : Giulio Stracciati - Mariposa (Pentaflowers)
- 1995 : Furio Di Castri, Paolo Fresu, Andrea Dulbecco, Francesco Sotgiu, Loris Bertot - Scalabrün (JVS)
- 1995 : Françoise Pujol - Françoise Pujol (Pan Music)
- 1995 : Valentina Casula - This is Always (Pan Music)
- 1995 : Michel Portal - Cinémas (Label Bleu)
- 1995 : Nicola Toscano - Naufragi (Sam Rec.)
- 1995 : Dorian Gray - Matamoros (Interbeat)
- 1995 : Alice - Sharade (Warner Bros.)
- 1995 : Giovanni Tommaso 5tet - Jazz Sampler (Red Records)
- 1995 : Paolo Fresu / Furio Di Castri / Antonello Salis - La fisarmonica nel jazz (MJCD)
- 1995 : Simone Guiducci Gramelot Ensemble - Gramelot (Esagono)
- 1995 : Paolo Fresu solo - Lavori in Corso (Stile Libero)
- 1995 : Paolo Fresu / Furio Di Castri / John Taylor - Contos (Egea)
- 1995 : Paolo Fresu / Furio Di Castri / Pierre Favre / Jon Balke - Mythscapes (Soul Note)
- 1995 : Siena Jazz - CPM Siena Jazz (SJR)
- 1995 : Ornella Vanoni - Sheherazade (CGD)
- 1995 : Michele Calgaro - The Edge (Flex Rec.)
- 1995 : Palma - Cosa vuoi da me (Winner)
- 1995 : Cordas et Cannas - Place of Winds (Terra Nova)
- 1996 : Nguyên Lê - Tales From Viêt-Nam (ACT)
- 1996 : Ahmed Ben Dhiab - Trasmigrazioni (Il Manifesto)
- 1996 : Orchestra jazz della Sardegna - Scrivere in jazz (Flex Rec.)
- 1996 : Maria Pia De Vito - Fore Paese (Polosud)
- 1996 : Flavio Piras / Paolo Fresu / Furio Di Castri / Antonello  Salis - The Hands (Night & Day)
- 1996 : Aldo Romano 4tet - Sempler Polygram Compilation (Polygram)
- 1996 : Giorgio Gaslini / Ensemble Mobile - Jelly's Back in Town (DDQ)
- 1996 : Nello Toscano - Anaglyphos (NTA)
- 1997 : Luca Lapenna - A vocal rendering of Bill Evans Music (Splasc(h) Records)
- 1997 : Trilok Gurtu - The Glimpse (CMP)
- 1997 : Sonos e Memoria - Suoni e Visioni, Antologia (CGD)
- 1997 : Aldo Romano - Canzoni (Enja)
- 1997 : Paolo Fresu / John Taylor / Furio Di Castri - Egea, Radici mediterranee... (Egea)
- 1997 : Paolo Carrus / Sardegna Oltre il mare - Odras (Splasc(h) Records)
- 1997 : Ornella Vanoni - Argilla (CGD)
- 1998 : Guido Manusardi Sextet - The village Fair (Soul Note)
- 2000 : Raffaele Casarano & Locomotive - Legend (Dodicilune)
- 2001 : Lars Jansson - Giving Receiving (Imogena)
- 2003 : Jacques Pellen - Ephemera
- 2004 : Lars Jansson - Temenos (Spice of Life).
- 2006 : Nguyên Lê - Bakida (Act Music).
- 2006 : Nguyên Lê - Homescape (Act Music).
- 2006 : Nguyên Lê - Maghreb & Friends (Act Music).
- 2006 : Soriba Kouyate - Kanakassi (Act Music).